# 2019 EU5
2019 EU5是一顆來自離散盤的擴展海王星外天體，位於太陽系最外層區域的高度離心軌道上。它於2019年3月5日由美國天文學家史考特·桑德雪柏、大衛·J·托倫和查德·楚希羅發現，並於2021年12月17日在夏威夷的莫納克亞天文台宣佈此一發現。 它被發現時距離太陽83.4天文單位，使其成為已知太陽系離太陽最遠的天體之一截至December 2021年。它已在2016年1月6日的回溯圖像中被發現。

## 外部連結
- 2019 EU5 at AstDyS-2, Asteroids—Dynamic Site
  - Ephemeris · Observation prediction · Orbital info · Proper elements · Observational info
- NASA JPL小天體瀏覽器上的2019 EU5